# Sam Shepard
Cet article possède un paronyme, voir Sam Sheppard.
Pour les articles homonymes, voir Shepard.
Samuel Shepard Rogers III, dit Sam Shepard, est un acteur, scénariste, réalisateur, dramaturge, producteur, écrivain et metteur en scène américain, né le 5 novembre 1943 à Fort Sheridan (Illinois, États-Unis), et mort le 27 juillet 2017 à Midway (Kentucky,  États-Unis), dont la carrière a couvert plus d'un demi-siècle.
Auteur de 44 pièces, de plusieurs essais, mémoires, romans et recueils de nouvelles, le nombre de récompenses et nominations reçues par Shepard au cours de son existence approche la cinquantaine, dont le prestigieux Prix Pulitzer de l'œuvre théâtrale en 1979 pour sa pièce L'Enfant enfoui (en) et, en 2009, le PEN/Laura Pels International Foundation for Theater Award décerné par le PEN Club international pour son apport considérable au théâtre américain. En tant qu'acteur, il fut également nommé à l'Oscar du meilleur acteur dans un second rôle en 1983 pour son interprétation de l'aviateur américain Chuck Yeager dans L'Étoffe des héros.
Les pièces de Shepard sont surtout connues pour leurs éléments sombres, poétiques et souvent surréalistes et pour leurs personnages déracinés vivant à la périphérie de la société américaine,.

## Biographie

### Jeunesse & famille

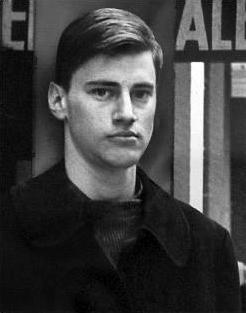
Sam Shepard en 1964 à l'âge de 21 ans.

Sam Shepard naît le 5 novembre 1943 à Fort Sheridan (Illinois). Sa mère, Jane Elaine Schook, originaire de Chicago, est enseignante, son père est un agriculteur qui a servi dans les Forces aériennes de l'armée des États-Unis en tant que pilote de bombardier pendant la Seconde Guerre mondiale. Shepard lui-même le désignera souvent comme un « alcoolique invétéré » au caractère violent et l'on peut trouver trace de son influence dans de nombreux personnages créés par l'auteur.
Adolescent, Shepard travaille dans un ranch et après avoir obtenu son diplôme de fin d'étude à la Duarte High School (en) de Duarte (Californie) en 1961, il étudie brièvement l'élevage au Mt. San Antonio College (en) où il s'inscrit également à des cours de littérature. C'est à cette époque qu'il découvre, entre autres, Samuel Beckett, le jazz et l'expressionnisme abstrait. Peu après, il abandonne ses études et rejoint une troupe de théâtre ambulante, la Bishop's Company.
À partir de 1962, Sam Shepard participe à New York à des pièces expérimentales sur les scènes du Off-Off-Broadway où il se fait connaître à la fois comme acteur et dramaturge. En 1969, il écrit quelques sketches de la revue théâtrale Oh! Calcutta!

### Carrière
Au milieu des années 1970, il écrit sa trilogie sur la famille : Curse of the Starving Class (1976), L'Enfant enfoui (Buried Child, 1979) et L'Ouest, le vrai (True West, 1980). Ses deux dernières pièces remportent successivement le Tony Award de la meilleure pièce. Il reçoit en outre le Prix Pulitzer de l'œuvre théâtrale en 1979 pour L'Enfant enfoui (Buried Child). Il a aussi remporté plusieurs Obie Awards, dont celui de la meilleure pièce et de la meilleure mise en scène pour Fool for Love (1983), qui s'attaque, à l'instar d'autres de ses œuvres, aux mythes du cow-boy vertueux et de la morale américaine.
Scénariste, il collabore ou signe seul les scénarios de nombreux films, dont Zabriskie Point de Michelangelo Antonioni (1970), Paris, Texas de Wim Wenders (1984), film qui remporte la Palme d'or au Festival de Cannes 1984 et Fool for Love (1985) de Robert Altman, d'après sa propre pièce éponyme de 1983, où il incarne également le personnage d'Eddie.
Il tient de nombreux rôles au cinéma. En 1984, il incarne l'aviateur Chuck Yeager dans L'Étoffe des héros (The Right Stuff) : sa prestation lui vaut d'être nommé à l'Oscar du meilleur acteur dans un second rôle.

### Mort
Sam Shepard meurt le 27 juillet 2017 à Midway (Kentucky) des suites de la maladie de Charcot.

### Vie privée
Sam Shepard a été marié de 1969 à 1984, avec l'actrice O-Lan Jones, mère de son fils Jesse. À la même époque, il a une liaison avec la chanteuse et poète Patti Smith. L'actrice Jessica Lange, avec qui il a eu deux enfants, a été sa compagne de 1982 à 2009.

## Œuvre

Signature de Sam Shepard
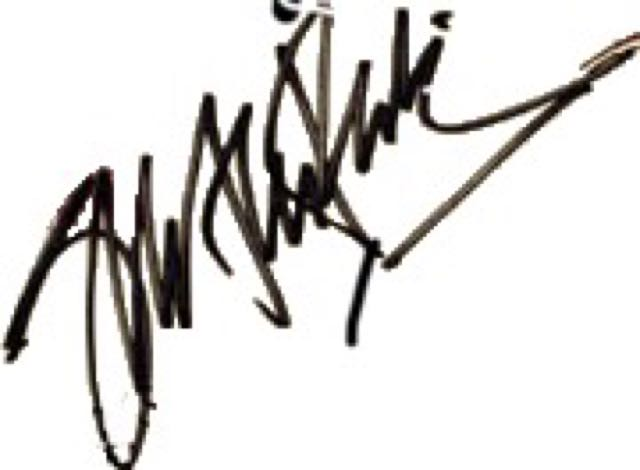

### Prose
- 1977 : Rolling Thunder Logbook (journal)

- 1981 : Hawk Moon (nouvelles)
- 1982 : Motel Chronicles (nouvelles)
- 1985 : Motel Chronicles & Hawk Moon Publié en français sous le titre Motel chronicles, suivi de Lune Faucon (traduit de l'américain et préfacé par Pierre Joris ; postface de Bernard Eisenschitz ; photographies de Johnny Dark). – Paris : Christian Bourgois, coll. « 10/18. Domaine étranger » no 1841, 1987. – 254 p.
- 1996 : Crusing Paradise (nouvelles)

- 2002 : Great Dream of Heaven (nouvelles)

- 2010 : Day Out of Days (chroniques)

- 2013: Two Prospectors: The Letters of Sam Shepard and Johnny Dark (correspondance), University of Texas, 400 pages,  (ISBN 978-0-292-76196-4)
- 2017: The One Inside (roman), Knopf, 172 pages,  (ISBN 978-0-451-49458-0)
- 2017: Spy of the First Person (roman), Knopf, 96 pages,  (ISBN 978-0-525-52156-3)

### Théâtre
- 1964 : Cowboys
- 1964 : The Rock Garden
- 1965 : Chicago Publié en français sous le titre Chicago, traduit par Céline Zins, Paris, Gallimard, Cahiers de la Compagnie Renaud-Barrault no 63, 1967 Publié en français dans le recueil Vous avez dit bizarre sous le titre Chicago, traduit par Primo Basso, Nancy, Presses de l'Université de Nancy, 1990
- 1965 : 4-H Club
- 1965 : Icarius's Mother Publié en français dans le recueil Vous avez dit bizarre sous le titre La Mère d'Icare, traduit par Primo Basso, Nancy, Presses de l'Université de Nancy, 1990
- 1966 : Red Cross
- 1967 : La Turista Publié en français dans le recueil Vous avez dit bizarre sous le titre La Turista, traduit par Primo Basso, Nancy, Presses de l'Université de Nancy, 1990
- 1967 : Cowboys #2
- 1967 : Forensic & the Navigators
- 1969 : The Unseen Hand
- 1969 : Oh ! Calcutta! (quelques sketches)
- 1970 : Operation Sidewinter
- 1971 : Mad Dog Blues
- 1971 : Back Bog Beast Bait
- 1971 : Cowboy Mouth (en collaboration avec Patti Smith) Publié en français dans une autre traduction sous le titre Gueule de cowboy, Martel : les Éditions du Laquet, coll. « Théâtre en poche », 2002
- 1972 : The Tooth of Crime Publié en français dans une autre traduction sous le titre La Dent du crime, Martel : les Éditions du Laquet, coll. « Théâtre en poche », 2002
- 1974 : Geography of a Horse Deamer
- 1975 : Action Publié en français dans une autre traduction sous le titre Action, Martel : les Éditions du Laquet, coll. « Théâtre en poche », 2002
- 1976 : Suicide in B Flat
- 1976 : Angel City Publié en français sous le titre Angel City, Martel : les Éditions du Laquet, coll. « Théâtre en poche », 2000
- 1977 : Inacoma
- 1978 : Buried Child Publié en français sous le titre L'Enfant enfoui (traduction de Primo Basso), suivi de Langues (par Sam Shepard et Joe Chaikin ; adaptation de Marcelle et Primo Basso). – Nancy : Presses universitaires de Nancy, 1986. – 149 p. –  (ISBN 2-86480-130-2).
- 1978 : Curse of the Starving Class Publié en français sous le titre Californie, paradis des morts de faim, Paris : Acteurs no 32-33, janvier/février 1986 1986. – 71 p.
- 1978 : Tongues
- 1979 : Seduces
- 1980 : True West Publié en français sous le titre L'Ouest, le vrai, Paris, Avant-scène. Théâtre no 764, 1985 Publié en français dans une autre traduction sous le titre L'Ouest, c'est ça (adaptation française de Claude Clergé et Philippe Prince). – Martel : les Éditions du Laquet, coll. « Théâtre en poche », 1998. – 93 p.  (ISBN 2-910333-33-7)
- 1981 : Savage Love Publié en français sous le titre Savage Love, Paris, Avant-scène. Théâtre no 764, 1985 Publié en français dans une autre traduction sous le titre Savage-Love, Martel : les Éditions du Laquet, coll. « Théâtre en poche », 2000
- 1983 : Fool for Love Publié en français sous le titre Fool for Love, Paris : Christian Bourgois, coll. « Sixpack », 1983 –  (ISBN 2-267-00430-5)
- 1985 : A Lie of the Mind Publié en français sous le titre Un mensonge de l'esprit, Martel : les Éditions du Laquet, coll. « Théâtre en poche », 2000
- 1987 : A Short Life of Trouble
- 1991 : States of Shock
- 1993 : Simpatico Publié en français sous le titre Simpatico, Paris, L'Avant-scène, 2012
- 1994 : Safe Passage
- 1998 : Eyes for Consuela
- 2000 : The Late Henry Moss
- 2004 : The God of Hell
- 2007 : Kicking a Dead Horse
- 2009 : Ages of the Moon
- 2010 : Tooth of Crime: Second Dance
- 2010 : The God of Hell
- 2013 : Heartless

#### Recueils en français
- 2000 : Angel city ; Savage/Love ; Guerre au ciel (monologue de l'ange) (adaptation française de Robert Cordier ; préface de Xavier Durriner). – Martel : les Éditions du Laquet, coll. « Théâtre en poche ». – 128 p., 21 x 14 cm. –  (ISBN 2-910333-85-X).
- 2002 : La Dent du crime ; suivi de Action ; Gueule de cowboy (postface par Patti Smith ; adaptation française de Robert Cordier). – Martel : les Éditions du Laquet, coll. « Théâtre en poche ». – 140 p., 21 cm. –  (ISBN 2-84523-003-6). – Traduction de : The Tooth of crime ; Action ; Cowboy Mouth.

## Filmographie

### Acteur

#### Cinéma
- 1970 : Brand X de Win Clamberlain
- 1978 : Renaldo and Clara de Bob Dylan
- 1978 : Les Moissons du ciel (Days of Heaven) de Terrence Malick : le fermier
- 1980 : Resurrection de Daniel Petrie
- 1981 : L'Homme dans l'ombre (Raggedy Man), de Jack Fisk : Bailey
- 1982 : Frances de Graeme Clifford
- 1983 : L'Étoffe des héros (The Right Stuff) de Philip Kaufman
- 1984 : Les Moissons de la colère (Country) de Richard Pearce
- 1984 : Paris, Texas de Wim Wenders Rôle non crédité au générique
- 1985 : Fool for Love de Robert Altman
- 1986 : Crimes du cœur (Crimes of the Heart) de Bruce Beresford
- 1987 : Baby Boom de Charles Shyer
- 1989 : Potins de femmes (Steel Magnolias) d'Herbert Ross
- 1991 : The Voyager (Homo Faber ou Voyager) de Volker Schlöndorff
- 1991 : Bright Angel de Michael Fields
- 1991 : Sans aucune défense (Defenseless) de Martin Campbell
- 1992 : Cœur de tonnerre (Thunderheart) de Michael Apted
- 1993 : L'Affaire Pélican (The Pelican Brief) d'Alan J. Pakula
- 1994 : Loin des yeux, près du cœur (Safe Passage) de Robert Allan Ackerman
- 1997 : Tennessee Valley (The Only Thrill) de Peter Masterson
- 1999 : Curtain Call de Peter Yates
- 1999 : La neige tombait sur les cèdres (Snow Falling on Cedars) de Scott Hicks
- 2000 : Hamlet (Hamlet) de Michael Almereyda
- 2000 : De si jolis chevaux (All the Pretty Horses) de Billy Bob Thornton
- 2001 : The Pledge (titre américain et français) ou La Promesse (titre francophone canadien) de Sean Penn
- 2001 : Opération Espadon (titre français) ou Opération Swordfish (titre francophone canadien) (Swordfish) de Dominic Sena
- 2001 : La Chute du faucon noir (Black Hawk Down) de Ridley Scott
- 2002 : Leo de Mehdi Norowzian
- 2003 : Blind Horizon de Michael Haussman
- 2004 : N'oublie jamais (The Notebook) de Nick Cassavetes
- 2005 : Don't Come Knocking de Wim Wenders
- 2005 : Furtif (Stealth) de Rob Cohen
- 2006 : Bandidas de Joachim Roenning et Espen Sandberg
- 2006 : The Return d'Asif Kapadia
- 2006 : Walker de Matt Williams
- 2007: L'Assassinat de Jesse James par le lâche Robert Ford d'Andrew Dominik
- 2008 : Un mari de trop (The Accidental Husband) de Griffin Dunne
- 2008 : Felon de Ric Roman Waugh
- 2009 : Brothers de Jim Sheridan
- 2010 : Fair Game de Doug Liman
- 2010 : État de choc de Baltasar Kormakur
- 2011 : Blackthorn de Mateo Gil
- 2012 : Sécurité rapprochée (Safe House) de Daniel Espinosa
- 2012 : Cogan: Killing Them Softly (Killing Them Softly) d'Andrew Dominik
- 2012 : Mud : Sur les rives du Mississippi (Mud) de Jeff Nichols : Tom Blankenship
- 2013 : Les Brasiers de la colère (Out of the Furnace) de Scott Cooper : Red
- 2013 : Savannah d'Annette Haywood-Carter : Mr. Stubbs
- 2014 : Un été à Osage County (August: Osage County) de John Wells : Beverly Weston
- 2014 : Juillet de sang de Jim Mickle : Russel
- 2016 : Midnight Special de Jeff Nichols : Calvin Meyer
- 2016 : Ithaca de Meg Ryan : Willie Grogan
- 2016 : Les Insoumis de James Franco : M. Anderson

#### Télévision
- 1995 : The Goold Old Boys (téléfilm) de Tommy Lee Jones
- 1995 : Lonesome Dove : Le Crépuscule (Streets of Laredo) (feuilleton télévisé) de Joseph Sargent
- 1996 : Lily Dale (feuilleton télévisé) de Peter Masterson
- 1999 : La Ville des légendes de l'Ouest (en) (Purgatory) (téléfilm) d'Uli Edel
- 1999 : Dash and Lilly (téléfilm) de Kathy Bates
- 2000 : Une balle suffit (One Kill) (téléfilm) de Christopher Menaul
- 2001 : After the Harvest (téléfilm) de Jeremy Podeswa
- 2001 : Mort préméditée (Shot in the Heart) (téléfilm) d'Agnieszka Holland
- 2014 : Klondike mini série TV en trois épisodes : le Père Judge
- 2015 : Bloodline (diffusé par Netflix) : Robert Rayburn

### Scénariste

#### Cinéma
- 1969 : Me and My Brother, réalisé par Robert Frank – Coscénariste, avec Robert Frank et Allen Ginsberg
- 1970 : Zabriskie Point, réalisé par Michelangelo Antonioni – Coscénariste, avec Antonioni (d'après son histoire), Franco Rossetti (sous le nom de Fred Gardner), Tonino Guerra et Clare Peploe
- 1972 : Oh! Calcutta!, réalisé par Jacques Lévy – Crédité comme « ayant contribué » au sein du scénario, comme 12 autres personnes
- 1978 : Renaldo and Clara, réalisé par Bob Dylan – Coscénariste, avec Bob Dylan
- 1981 : Savage/Love, court-métrage réalisé par Shirley Clarke – Seul scénariste
- 1982 : Tongues, court-métrage réalisé par Shirley Clarke – Seul scénariste
- 1984 : Paris, Texas, réalisé par Wim Wenders – Scénariste
- 1985 : Fool for Love, réalisé par Robert Altman – Scénario d'après sa propre pièce du même titre
- 1988 : Far North, réalisé par lui-même
- 1994 : Le Gardien des Esprits (Silent Tongue), réalisé par lui-même
- 1994 : Curse of the Starving Class, réalisé par J. Michael McClary – Scénario de Bruce Beresford d'après la pièce de Sam Shepard
- 1999 : Simpatico, réalisé par Matthew Warchus – Scénario de Matthew Warchus et David Nicholls, d'après la pièce de Sam Shepard
- 2005 : Don't Come Knocking, réalisé par Wim Wenders – Seul scénariste, d'après une histoire de Sam Shepard et Wim Wenders

#### Télévision
- 1984 : True West (I), téléfilm réalisé par Allan A. Goldstein – Seul scénariste (d'après sa pièce)
- 2000 : See You In My Dreams, téléfilm réalisé par Graeme Clifford – Scénario d'H. Haden Yelin, d'après des nouvelles extraites de Cruising Paradise et Motel Chronicles de Sam Shepard
- 2002 : True West (II), téléfilm réalisé par Gary Halvorson – Seul scénariste (d'après sa pièce)

### Réalisateur
- 1988 : Far North, sur son propre scénario
- 1994 : Le Gardien des Esprits (Silent Tongue) sur son propre scénario

## Voix françaises
En France, Hervé Bellon fut la voix française régulière de Sam Shepard jusqu'au décès de l'acteur. Georges Claisse et Bernard Tiphaine l'ont également doublé respectivement à trois et deux reprises chacun.
Au Québec, Shepard est principalement doublé par Jean-Marie Moncelet.

## Documents sur Sam Shepard

### Vidéo
- Wim Wenders à propos de Sam Shepard, vidéo INA, 2 mai 1984, 2 min 3 s.

### Documentaire
- Shepard and Dark, documentaire de Treva Wurmfeld, 2010, 88 min. Bande-annonce disponible sur l'Internet Movie Database[12].

### Biographie
- Sam Shepard : A Life, John J. WInters, Counterpoint, 480 p., 2017  (ISBN 978-1619027084).
- Christian Berger, « Nécrologie des personnalités disparues en 2017 : Sam Shepard », L'Annuel du Cinéma 2018, Editions Les Fiches du cinéma, Paris, 2018, 800 p., p. 793,  (ISBN 978-2-902-51632-2).
- Sam Shepard & Johnny Dark, correspondance 1972-2011, Traduit de l’anglais par Dominique Falkner, présenté par Chad Hammett, Médiapop éditions, 2022, 432 p.,  (ISBN 978-2-491436-52-0).